# Стечишин Михайло
Стечишин Михайло (1 березня 1888, Глещава, Теребовлянського повіту, Галичина — 13 березня 1964, Саскатун) — український письменник-прозаїк, поет, байкар, публіцист, громадський діяч у Канаді. Літературний псевдонім — М. Осьмомисл.

## Біографія
Народився 1 березня 1888 р. у селі Глещава Теребовлянського повіту (Галичина), брат Мирослава й Юліяна.
У 1905 році емігрував до Канади. Здобув педагогічну освіту в Манітобі (1910), учителював. Потім студіював право в Саскачеванському університеті (1919). Мав адвокатську практику в Йорктоні. З 1949 суддя судової округи Вініярд (Саскатун); королівський радник, один з засновників Інституту ім. П. Могили в Саскатуні, Українсьскої Греко-Православної Церкви Канади, Союзу Українців Самостійників.
Помер 13 березня 1964 року у Саскатуні, похований у Вінніпезі.

## Творчість
Автор віршів, байок, оповідань, публіцистичних творів.
Твори
- Стечишин М. Апостольські канони. — Канада: Накладом автора, 1963. — 195 с.
- Стечишин М. Байки. — Вінніпег, 1959. — Ч. 1. — 188 с.
- Стечишин М. Між українцями в Канаді. — Саскатун, 1953. — 48 с.
- Стечишин М. Св. Петро й Рим. — Вінніпег: Екклезія, 1963. — 267 с.